# جند فلسطین

سوریه و استان‌های آن در زمان خلافت عباسیان

جند فلسطین، بعد از اینکه سرزمین شام در زمان عمر بن خطاب تصرف شد، شام به چند بخش تقسیم شد که هر کدام آن جند نام گرفت که جند فلسطین یکی از پنج جند تابع ولایت شام بود. چهار جند دیگر جند قنسرین، جند دمشق، جند حمص و جند اردن نام داشت.